# Råttfångaren från Hameln (film, 1933)
Råttfångaren från Hameln (engelska: The Pied Piper) är en amerikansk animerad kortfilm från 1933. Filmen ingår i Silly Symphonies-serien och är baserad på sagan med samma namn.

## Handling
Invånarna i staden Hameln erbjuder den som kan driva ut alla råttor ur staden en säck guld. En främling åtar sig uppdraget genom att spela musik från sin pipa som gör att råttorna försvinner ur staden. Invånarna blir dock besvikna över att han bara spelade musik för att driva ut råttorna, och vägrar överlämna säcken till honom. Då tar han fram pipan igen och spelar musik igen, denna gång för att alla barn i staden ska följa med honom.

## Om filmen
Filmen är den andra Disney-kortfilmen som baseras på sagan om Råttfångaren i Hameln. Redan 1924 hade Disney använt sagan som grund till kortfilmen Alice the Piper som ingick i filmserien Alice Comedies.

### Svensk distribution
Filmen hade svensk premiär den 2 april 1934 på biografen på Rita i Stockholm och ingick i ett kortfilmsprogram tillsammans med sex kortfilmer till: Putte hos John Blund, Våga, vinn hästen min, King Kongs överman, Hund och katt, Hans och Greta och Noaks ark.
Filmen har givits ut på VHS och DVD och sedan 1997 dubbad till svenska.

## Rollista (i urval)
| Roll        | Originalröst                       | Svensk röst  |
| Råttfångare | George Gramlich                    | Roger Storm  |
| Kungen      | Allan Watson                       | Gunnar Uddén |
| Råttor      | Marion Darlington Harriette Gaddon | ingen röst   |